# Lungenkampfstoff
Lungenkampfstoff ist eine Sammelbezeichnung einer Kampfstoffklasse, deren Wirkung auf eine Schädigung der Atmungsorgane, insbesondere der Lunge, zielt. Lungenkampfstoffe sind die ältesten chemischen Waffen im Sinne von Substanzen, die aufgrund ihrer Giftwirkung als Waffe eingesetzt werden.
Das einfachste und billigste, das Chlor, erfüllt aufgrund des unsicheren Blasverfahrens nicht mehr die Anforderungen, die an eine chemische Waffe gestellt werden. Militärische Bedeutung haben nach wie vor die Substanzen Phosgen, Diphosgen (Perstoff) und Chlorpikrin (Klop).
Berüchtigt wurden sie durch den Ersten Weltkrieg. In Deutschland vor allem unter der Bezeichnung „Grünkreuz“, die auf die Granaten, die das Deutsche Heer eingesetzt hat, zurückgeht. Der Begriff Grünkreuz steht aber nicht synonym für Lungenkampfstoffe, sondern bezeichnet lediglich die im Ersten Weltkrieg von deutscher Seite eingesetzten Kampfstoffe bzw. Granaten.
Der Einsatz von „Grünkreuz“ durch die russische Armee im Krieg gegen die Ukraine wird vom deutschen Auslandsgeheimdienst, dem niederländischen Militärnachrichtendienst MIVD und dem niederländischen Nachrichtendienst AIVD berichtet.

## Beispiele für Lungenkampfstoffe
- Arsenwasserstoff
- Chlor
- Chlorpikrin
- Chlortrifluorid
- Phosgen
- Diphosgen
- Triphosgen

## Symptome
Die meisten Lungenkampfstoffe bewirken ein Anschwellen der Schleimhaut in den Lungenbläschen (Alveolen). Durch die verlängerte Diffusionsstrecke kommt es zu einem verzögerten Gasaustausch in der Lunge. Zusätzlich bildet sich ein toxisches Lungenödem. 
Die ersten Symptome sind nicht schwerwiegend und können leicht übersehen werden. 
Kurz nach dem Eindringen des flüchtigen Lungenkampfstoffes in die Atemwege tritt ein leichtes Kratzen im Rachenbereich ein. Nun setzt ein symptomfreies Intervall von ca. sechs Stunden ein. Es folgen Hustenreiz, Kurzatmigkeit und Unwohlsein. Spätestens hier muss eine Behandlung mit Kortison einsetzen. Unbehandelt ist die Wirkung zwölf Stunden nach Exposition nicht mehr rückgängig zu machen und nach 36 Stunden tritt der Tod ein.